# Niemiecka Republika Demokratyczna na Zimowych Igrzyskach Olimpijskich 1968
Niemiecką Republikę Demokratyczną na Zimowych Igrzyskach Olimpijskich 1968 reprezentowało 57 zawodników: 45 mężczyzn i dwanaście kobiet. Był to debiut reprezentacji NRD na zimowych igrzyskach olimpijskich. W igrzyskach w roku 1964 reprezentanci NRD startowali we wspólnej reprezentacji Niemiec.

## Zdobyte medale
| Medal  | Zawodnik                     | Dyscyplina           | Konkurencja      | Rezultat    |
| ------ | ---------------------------- | -------------------- | ---------------- | ----------- |
| Złoto  | Klaus Bonsack, Thomas Köhler | Saneczkarstwo        | Dwójki mężczyzn  | 1:35,85 min |
| Srebro | Gabriele Seyfert             | Łyżwiarstwo figurowe | Solistki         | 1882,3 pkt  |
| Srebro | Thomas Köhler                | Saneczkarstwo        | Jedynki mężczyzn | 2:52,66 min |
| Brąz   | Andreas Kunz                 | Kombinacja norweska  | indywidualnie    | 444,10 pkt  |
| Brąz   | Klaus Bonsack                | Saneczkarstwo        | Jedynki mężczyzn | 2:53,33 min |

## Skład kadry

### Biathlon
Mężczyźni
| Zawodnik                                              | Konkurencja         | czas biegu | Kary | Łączny czas | Pozycja |
| ----------------------------------------------------- | ------------------- | ---------- | ---- | ----------- | ------- |
| Horst Koschka                                         | Bieg na 20 km       | 1:18:37,7  | 3:00 | 1:21:37,7   | 10.     |
| Dieter Speer                                          | Bieg na 20 km       | 1:18:13,3  | 6:00 | 1:24:13,3   | 18.     |
| Hansjörg Knauthe                                      | Bieg na 20 km       | 1:23:04,9  | 2:00 | 1:25:04,9   | 21.     |
| Heinz Kluge                                           | Bieg na 20 km       | 1:19:55,1  | 7:00 | 1:26:55,2   | 24.     |
| Heinz Kluge Hans-Gert Jahn Horst Koschka Dieter Speer | Sztafeta 4 × 7,5 km | 2:21:54,5  | 4    | 2:21:51,5   | 6.      |

### Biegi narciarskie
Mężczyźni
| Zawodnik                                                    | Konkurencja        | czas               | Pozycja            |
| ----------------------------------------------------------- | ------------------ | ------------------ | ------------------ |
| Gerhard Grimmer                                             | Bieg na 15 km      | 51:22,1            | 29.                |
| Gert-Dietmar Klause                                         | Bieg na 15 km      | 51:51,6            | 33.                |
| Peter Thiel                                                 | Bieg na 15 km      | 52:07,8            | 37.                |
| Axel Lesser                                                 | Bieg na 15 km      | Nie ukończył biegu | Nie ukończył biegu |
| Gerhard Grimmer                                             | Bieg na 30 km      | 1:38:46,0          | 15.                |
| Gert-Dietmar Klause                                         | Bieg na 30 km      | 1:39:30,5          | 19.                |
| Axel Lesser                                                 | Bieg na 30 km      | 1:44:16,2          | 36.                |
| Helmut Unger                                                | Bieg na 30 km      | 1:44:47,9          | 37.                |
| Gert-Dietmar Klause                                         | Bieg na 50 km      | 2:36:52,5          | 25.                |
| Gerhard Grimmer Axel Lesser Peter Thiel Gert-Dietmar Klause | Sztafeta 4 × 10 km | 2:19:22,8          | 7.                 |

Kobiety
| Zawodnik                                       | Konkurencja       | czas    | Pozycja |
| ---------------------------------------------- | ----------------- | ------- | ------- |
| Christine Nestler                              | Bieg na 5 km      | 17:23,5 | 12.     |
| Gudrun Schmidt                                 | Bieg na 5 km      | 17:24,3 | 13.     |
| Renate Köhler                                  | Bieg na 5 km      | 17:25,5 | 14.     |
| Anna Unger                                     | Bieg na 5 km      | 17:30,7 | 16.     |
| Christine Nestler                              | Bieg na 10 km     | 39:07,9 | 9.      |
| Gudrun Schmidt                                 | Bieg na 10 km     | 39:22,8 | 14.     |
| Renate Köhler                                  | Bieg na 10 km     | 39:27,4 | 16.     |
| Anna Unger                                     | Bieg na 10 km     | 40:36,8 | 22.     |
| Renate Köhler Gudrun Schmidt Christine Nestler | Sztafeta 3 × 5 km | 59:33,9 | 6.      |

### Hokej na lodzie
Reprezentacja mężczyzn
| - Ulrich Noack - Bernd Karrenbauer - Hartmut Nickel - Helmut Novy - Wolfgang Plotka - Wilfried Sock - Dieter Pürschel - Klaus Hirche - Dieter Kratzsch |  | - Dieter Voigt - Manfred Buder - Lothar Fuchs - Peter Prusa - Joachim Ziesche - Bernd Poindl - Dietmar Peters - Bernd Hiller - Rüdiger Noack |

Reprezentacja NRD rozegrała mecz rundy kwalifikacyjnej z reprezentacją Norwegii wygrywając 3:1 i awansując do grupy A turnieju olimpijskiego. W grupie A reprezentacja NRD zajęła ostatnie - 8. miejsce.

#### Runda kwalifikacyjna
| 4 lutego 1968 | NRD | 3:1 | Norwegia |  |

|  |  |  |  |  |

### Tabela końcowa

#### Grupa A
| Drużyna           | M | Mecze | Mecze | Mecze | Bramki | Bramki | Bramki | Pkt | Uwagi |
| Drużyna           | M | W     | R     | P     | +      | -      | +/-    | Pkt | Uwagi |
| ----------------- | - | ----- | ----- | ----- | ------ | ------ | ------ | --- | ----- |
| ZSRR              | 7 | 6     | 0     | 1     | 48     | 10     | +38    | 12  |       |
| Czechosłowacja    | 7 | 5     | 1     | 1     | 33     | 17     | +16    | 11  |       |
| Kanada            | 7 | 5     | 0     | 2     | 28     | 15     | +13    | 10  |       |
| Szwecja           | 7 | 4     | 1     | 2     | 23     | 18     | +5     | 9   |       |
| Finlandia         | 7 | 3     | 1     | 3     | 17     | 23     | -6     | 7   |       |
| Stany Zjednoczone | 7 | 2     | 1     | 4     | 23     | 28     | -5     | 5   |       |
| RFN               | 7 | 1     | 0     | 6     | 13     | 39     | -26    | 2   |       |
| NRD               | 7 | 0     | 0     | 7     | 13     | 48     | -35    | 0   |       |

Wyniki
| 7 lutego 1968 | ZSRR | 9:0 | NRD |  |

|  |  |  |  |  |

| 9 lutego 1968 | Kanada | 11:0 | NRD |  |

|  |  |  |  |  |

| 10 lutego 1968 | Szwecja | 5:2 | NRD |  |

|  |  |  |  |  |

| 12 lutego 1968 | Czechosłowacja | 10:3 | NRD |  |

|  |  |  |  |  |

| 14 lutego 1968 | Finlandia | 3:2 | NRD |  |

|  |  |  |  |  |

| 15 lutego 1968 | Stany Zjednoczone | 6:4 | NRD |  |

|  |  |  |  |  |

| 17 lutego 1968 | RFN | 4:2 | NRD |  |

|  |  |  |  |  |

### Kombinacja norweska
Mężczyźni
| Zawodnik         | Konkurencja   | Bieg narciarski | Bieg narciarski | Bieg narciarski | Skoki narciarskie | Skoki narciarskie | Skoki narciarskie | Skoki narciarskie | Skoki narciarskie | Skoki narciarskie | Skoki narciarskie | Skoki narciarskie | Łącznie | Pozycja |
| Zawodnik         | Konkurencja   | Czas biegu      | Pozycja         | Punkty          | Skok 1            | Nota              | Skok 2            | Nota              | Skok 3            | Nota              | Punkty            | Pozycja           | Łącznie | Pozycja |
| ---------------- | ------------- | --------------- | --------------- | --------------- | ----------------- | ----------------- | ----------------- | ----------------- | ----------------- | ----------------- | ----------------- | ----------------- | ------- | ------- |
| Andreas Kunz     | Indywidualnie | 49:19,8         | 3.              | 227,20          | 72,5              | 109,3             | 72,0              | 105,8             | 74,0              | 107,6             | 216,9             | 10.               | 444,10  | brąz    |
| Roland Weißpflog | Indywidualnie | 48:33,5         | 2.              | 238,00          | 67,0              | 94,6              | 66,0              | 90,1              | 66,0              | 91,7              | 186,3             | 29.               | 424,30  | 9.      |
| Karl-Heinz Luck  | Indywidualnie | 50:14,7         | 8.              | 215,22          | 69,5              | 100,2             | 71,0              | 98,6              | 67,5              | 91,4              | 198,8             | 20.               | 414,02  | 11.     |

### Łyżwiarstwo figurowe
| Zawodnik                           | Konkurencja   | Nota   | Pozycja |
| ---------------------------------- | ------------- | ------ | ------- |
| Gabriele Seyfert                   | Solistki      | 1882,3 | srebro  |
| Sonja Morgenstern                  | Solistki      | 1475,9 | 28.     |
| Günter Zöller                      | Soliści       | 1727,9 | 11.     |
| Jan Hoffmann                       | Soliści       | 1437,8 | 26.     |
| Heidi Steiner Heinz-Ulrich Walther | Pary sportowe | 303,1  | 4.      |
| Irene Müller Hans-Georg Dallmer    | Pary sportowe | 289,4  | 9.      |

### Łyżwiarstwo szybkie
Kobiety
| Zawodnik                     | Konkurencja   | Konkurencja   | Konkurencja    | Konkurencja    | Konkurencja    | Konkurencja    | Konkurencja    | Konkurencja    |
| Zawodnik                     | Bieg na 500 m | Bieg na 500 m | Bieg na 1000 m | Bieg na 1000 m | Bieg na 1500 m | Bieg na 1500 m | Bieg na 3000 m | Bieg na 3000 m |
| Zawodnik                     | Czas          | Miejsce       | Czas           | Miejsce        | Czas           | Miejsce        | Czas           | Miejsce        |
| ---------------------------- | ------------- | ------------- | -------------- | -------------- | -------------- | -------------- | -------------- | -------------- |
| Ruth Budzisch-Schleiermacher | 47,8          | 16.           | 1:35,6         | 12.            | 2:27,1         | 8.             |                |                |

### Narciarstwo alpejskie
Mężczyźni
| Zawodnik        | Konkurencja            | Konkurencja            | Konkurencja         | Konkurencja         | Konkurencja   | Konkurencja   | Konkurencja         | Konkurencja         | Konkurencja      | Konkurencja      |
| Zawodnik        | Zjazd                  | Zjazd                  | Slalom gigant       | Slalom gigant       | Slalom gigant | Slalom gigant | Slalom specjalny    | Slalom specjalny    | Slalom specjalny | Slalom specjalny |
| Zawodnik        | Czas                   | Pozycja                | Czas 1-go przejazdu | Czas 2-go przejazdu | Czas          | Pozycje       | Czas 1-go przejazdu | Czas 2-go przejazdu | Czas łączny      | Pozycja          |
| --------------- | ---------------------- | ---------------------- | ------------------- | ------------------- | ------------- | ------------- | ------------------- | ------------------- | ---------------- | ---------------- |
| Eberhard Riedel | Nie ukończył przejazdu | Nie ukończył przejazdu | 1:55,59             | 1:51,08             | 3:46,67       | 41.           | 52,00               | 52,07               | 1:44,07          | 13.              |

### Saneczkarstwo
Mężczyźni
| Zawodnik                       | Konkurencja | Ślizg 1         | Ślizg 2                  | Ślizg 3                  | Łącznie                  | Pozycja                  |
| ------------------------------ | ----------- | --------------- | ------------------------ | ------------------------ | ------------------------ | ------------------------ |
| Thomas Köhler                  | Jedynki     | 57,68           | 57,47                    | 57,51                    | 3:26,77                  | srebro                   |
| Klaus Bonsack                  | Jedynki     | 57,90           | 57,63                    | 57,80                    | 2:53,33                  | brąz                     |
| Horst Hörnlein                 | Jedynki     | 57,49           | 58,04                    | 58,57                    | 2:54,10                  | 7                        |
| Wolfgang Scheidel              | Jedynki     | Dyskwalifikacja | Nie ukończył konkurencji | Nie ukończył konkurencji | Nie ukończył konkurencji | Nie ukończył konkurencji |
| Klaus Bonsack Thomas Köhler    | Dwójki      | 47,88           | 47,97                    |                          | 1:35,85                  | złoto                    |
| Horst Hörnlein Reinhard Bredow | Dwójki      | 48,80           | 49,01                    |                          | 1:37,81                  | 5.                       |

Kobiety
| Zawodnik          | Konkurencja | Ślizg 1 | Ślizg 2 | Ślizg 3 | Łącznie | Pozycja         |
| ----------------- | ----------- | ------- | ------- | ------- | ------- | --------------- |
| Angela Knösel     | Jedynki     | 49,12   | 49,65   | 50,16   | 2:28,93 | Dyskwalifikacja |
| Anna-Maria Müller | Jedynki     | 48,88   | 49,26   | 49,92   | 2:28,06 | Dyskwalifikacja |
| Ortrun Enderlein  | Jedynki     | 48,74   | 49,34   | 49,96   | 2:28,04 | Dyskwalifikacja |

### Skoki narciarskie
Mężczyźni
| Konkurencja            | Skoczek          | Skok 1    | Skok 1 | Skok 2    | Skok 2 | Nota  | Pozycja |
| Konkurencja            | Skoczek          | odległość | Nota   | odległość | Nota   | Nota  | Pozycja |
| ---------------------- | ---------------- | --------- | ------ | --------- | ------ | ----- | ------- |
| Skocznia normalna K-70 | Dieter Neuendorf | 76,5      | 108,7  | 73,0      | 102,6  | 211,3 | 7.      |
| Skocznia normalna K-70 | Manfred Queck    | 75,5      | 104,1  | 72,5      | 101,3  | 205,4 | 14.     |
| Skocznia normalna K-70 | Wolfgang Stöhr   | 73,5      | 101,4  | 71,0      | 97,9   | 199,3 | 20.     |
| Skocznia normalna K-70 | Bernd Karwofsky  | 72,0      | 98,5   | 67,0      | 53,0   | 151,5 | 54.     |
| Skocznia duża K-90     | Dieter Neuendorf | 93,0      | 100,6  | 92,0      | 98,2   | 198,8 | 15.     |
| Skocznia duża K-90     | Manfred Queck    | 96,5      | 104,0  | 98,5      | 108,8  | 212,8 | 4.      |
| Skocznia duża K-90     | Wolfgang Stöhr   | 96,5      | 106,0  | 92,5      | 99,9   | 205,9 | 7.      |